# Rail Baltica
Rail Baltica (cunoscut, de asemenea, sub numele de Rail Baltic în Estonia) este un proiect în desfășurare de tip Greenfield de infrastructură feroviară pentru a lega Finlanda (prin feribot sau printr-un tunel submarin), Estonia, Letonia, Lituania cu Polonia și prin aceasta cu rețeaua europeană de cale ferată cu ecartament standard. Scopul său este de a oferi servicii de transport de călători și mărfuri între țările participante și de a îmbunătăți conexiunile feroviare între Europa Centrală și de Nord. În plus, se intenționează să fie un catalizator pentru construirea coridorului economic din nord-estul Europei. Proiectul prevede o legătură feroviară continuă de la Tallinn (Estonia) la Varșovia (Polonia). Se compune din legături prin Riga (Letonia), Kaunas și Vilnius (Lituania). Rail Baltica este unul dintre proiectele prioritare ale Uniunii Europene; din cadrul Rețelei transeuropene de transport (TEN-T).
Potrivit unui studiu realizat de Ernst & Young, beneficiile socialo-economice măsurabile sunt estimate la 16,2 miliarde de euro. Efectul multiplicator evaluat al PIB-ului pe care l-ar crea Proiectul Global Rail Baltica este de 2 miliarde de euro în plus. Conform aceluiași studiu, Rail Baltic va salva aproximativ 400 de vieți umane în decursul a 29 de ani. Din ianuarie 2020, conexiunea feroviară de mare viteză de la Tallinn la granița lituaniană-poloneză era de așteptat să fie finalizată până în anul 2026. În iunie 2020, conexiunea feroviară submarină între Tallinn și Helsinki era de așteptat să fie finalizată în jurul mijlocului anului 2026.

## Prezentare generală

### Impact asupra mediului
Rail Baltica va fi o cale ferată electrificată, proiectul fiind motivat de dorința de a reduce emisiile de carbon. Calea ferată a fost planificată pentru a evita ariile protejate Natura 2000, pe lângă reducerea la minimum a impactului asupra altor arii protejate sensibile la mediu și asupra existentei zone de rețea feroviară cu ecartament de 1.520 de mm. Unde va fi necesar, vor fi instalate bariere de protecție împotriva zgomotului. Prin terasament vor fi construite pasaje speciale pentru animale.

### Stații
Proiectul feroviar va permite intermodalitatea și multimodalitatea (adică transportul de mărfuri prin două sau mai multe metode de transport). 
Rail Baltica include planuri pentru trei terminale multimodale de transport de marfă care vor fi amplasate în portul Muuga (Estonia), Salaspils (Letonia) și Kaunas (Lituania). Acest lucru este destinat să creeze sinergii cu infrastructura sistemului feroviar existent de 1.520 mm. Vor fi șapte stații internaționale de călători (în Tallinn, Pärnu, Riga, Aeroportul Riga, Panevežys, Kaunas, Vilnius) cu potențiale stații regionale și conexiuni la aeroporturi și porturi maritime.
Linia de cale ferată Baltica va fi construită ca o linie dublă convențională nouă (linie cvadruplă dacă pe calea ferată vor circula trenuri de marfă) electrificată și linie de cale ferată echipată cu ERTMS cu o viteză maximă de 249 km/h pentru trenurile de călători și 120 km/h pentru trenurile de marfă. Noua linie de cale ferată va fi proiectată cu un ecartament de 1.435 mm. Alți parametri tehnici cheie sunt următorii:
- Lungimea maximă a trenului de marfă va fi de 1.050 m.
- Încărcarea maximă pe osie va fi de 25 de tone.
- Nu ar trebui să existe nicio trecere la nivel cu drumuri sau cu rețeaua existentă de cale ferată cu ecartamentul de 1.520 mm.
- Pentru serviciile de întreținere și de urgență, accesul la linia principală ar trebui să existe la fiecare 2-3 km și în zone specifice.
- Șinele de cale ferată vor fi amplasate pe balast.
- Electrificarea va fi la 25 kV curent alternativ, deasupra locomotivei.
- Se va circula pe partea dreaptă a liniei duble.
- Are nivelul ERTMS 2, linia de bază 3.[8]

Parametrii săi sunt în conformitate cu specificațiile tehnice ale UE pentru interoperabilitate (TSI - P2, F1).
Faza de planificare a Rail Baltica a avut loc în perioada 2010-2017. Faza de proiectare a început în 2016, cu activități de proiectare la stația centrală de pasageri Riga și la stația de pasageri Riga International Airport din Letonia, care vor fi continuate până în 2023 Între timp, construcția infrastructurii Rail Baltica este planificată să înceapă în 2019 și să fie finalizată în 2026.
Secțiunea de la Helsinki la Tallinn va fi operată de feriboturi comerciale existente. În viitor, un tunel propus de la Helsinki la Tallinn ar putea oferi o legătură feroviară între cele două orașe. Lungimea căii ferate între Tallinn și Varșovia va fi de cel puțin 950 de kilometri. Lungimea totală a căii ferate baltice va fi de 870 de kilometri.

## Statut
În 2017, toate cele trei parlamente baltice au ratificat Acordul interguvernamental pentru proiectul Rail Baltica, confirmându-și astfel angajamentul pe termen lung față de proiectul Rail Baltica.  În plus, analiza cost-beneficiu a proiectului Rail Baltica Global a fost determinată de experții Ernst & Young și Atkins International, pe baza liniilor directoare CBA  ale Uniunii Europene, demonstrând că proiectul este fezabil din punct de vedere financiar și viabil, iar beneficiile sale măsurabile vor depăși costurile totale.
La 14 februarie 2018, Ministerul Administrației Publice a Republicii Estonia a aprobat planul de spațiu alocat pentru calea ferată Rail Baltica din Estonia, ceea ce a dus la stabilirea rutei finale și proiectarea preliminară a căii ferate în acest stat nordic baltic. Planificarea în spațiu pentru întreaga linie a fost aprobată în Letonia prin decizia guvernului leton din august 2016 și a fost urmată de aprobarea guvernului lituanian în ianuarie 2017 pentru secțiunea respectivă de la Kaunas până la granița lituano-letonă din Lituania (ruta pentru secțiunea  Kaunas – Lituania / Frontiera de stat Polonia, cunoscută sub numele de Rail Baltica I, este supusă rezultatelor studiului de fezabilitate a modernizării). Planificarea teritorială și proiectarea tehnică preliminară a căii ferate Rail Baltica din statele baltice au fost finalizate.

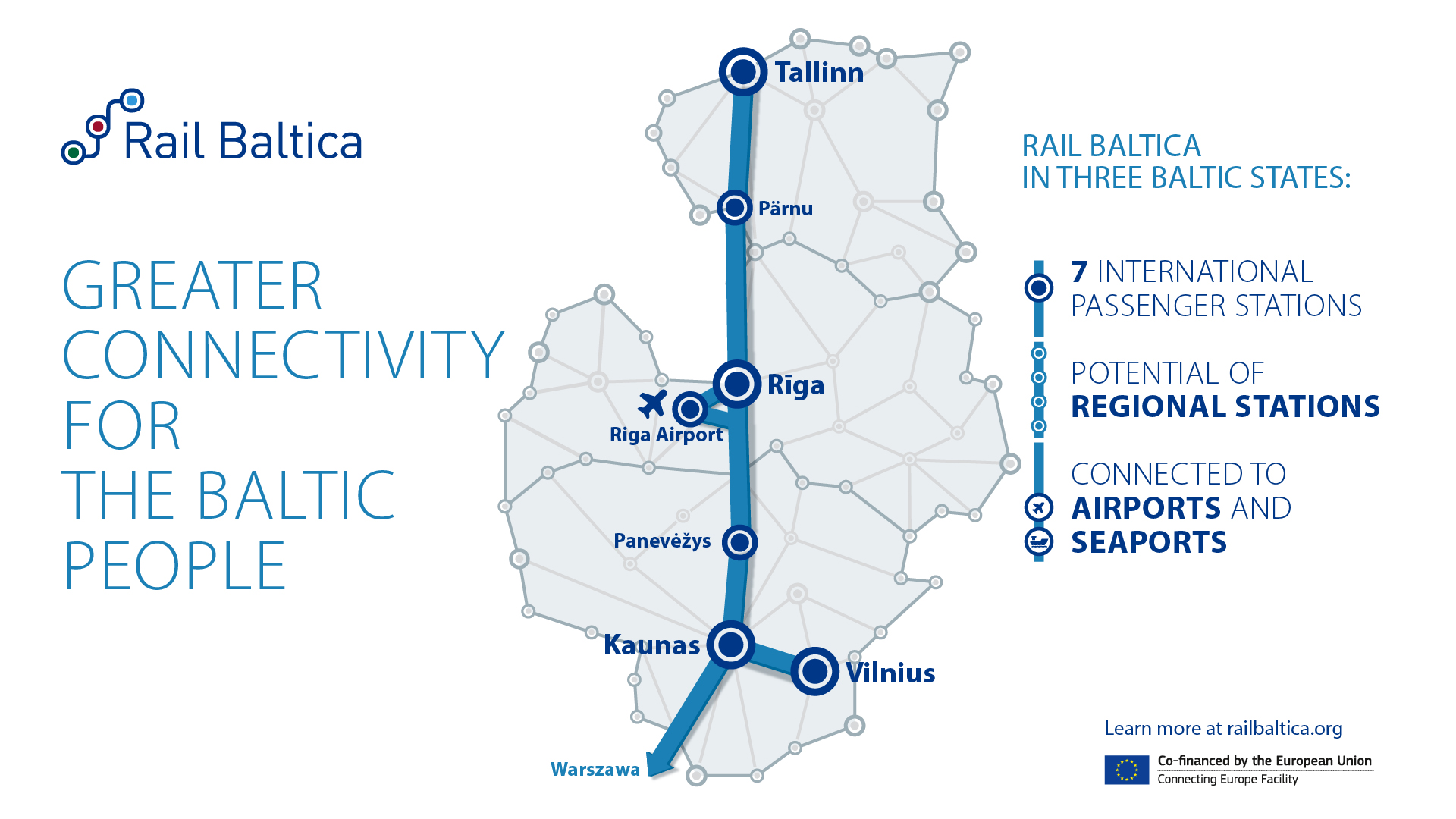
Harta Rail Baltica cu stații

Proiectul Rail Baltica a intrat în faza de proiectare în toate cele trei state baltice cu aprobarea Ghidurilor detaliate de proiectare pentru Rail Baltica. Pentru anumite secțiuni s-au încheiat lucrările privind proiectarea tehnică preliminară consolidată, licitarea serviciilor detaliate de proiectare tehnică și pregătirea strategiei BIM. La 20 martie 2018, primul contract de proiectare și supraveghere a construcției Rail Baltica a gării Aeroportului Internațional Riga Rail Baltica, a infrastructurii aferente și a viaductului a fost semnat de „Eiropas Dzelzceļa līnijas” SIA și câștigătorul licitației internaționale deschise - a fost un parteneriat al furnizorilor din trei țări: „PROSIV” (Sintagma din Italia, Prodex din Slovacia și Vektors T din Letonia).
În 2018, au fost finalizate Planul de afaceri pe termen lung, Planul operațional, Studiul de fezabilitate actualizat al liniei ferate europene de la Kaunas la frontiera lituaniană/poloneză, Studiul de gestionare a infrastructurii și alte studii legate de comercializare și furnizare de materiale. În 2019, prima piatră de temelie a Rail Baltica a fost pusă în Estonia pentru a marca începutul construcției viaductului de la Saustinõmme din comuna Saku. De asemenea, au fost semnate contracte detaliate de proiectare tehnică pentru secțiunile Tallinn-Rapla și Pärnu-Rapla în Estonia, Kaunas-Ramygala și Ramygala-frontiera letonă/lituaniană în Lituania, Vangaži-Salaspils-Misa și linia principală prin Riga din Letonia. După ce contractele au fost semnate, au fost demarate cercetări geotehnice în diferite secțiuni ale căii ferate pentru a aduna informații despre sol.
În 2020, dezvoltarea proiectării tehnice detaliate a fost continuată pe 643 km de linie principală, care include toate secțiunile feroviare din Estonia și Letonia, precum și secțiunile de la Kaunas până la frontiera letonă/lituaniană în Lituania.
În Letonia, au fost începute discuții cu ONG-urile din Riga, pentru a discuta despre soluțiile tehnice ale proiectului, în special trecerile, pasajele și alte elemente de infrastructură din oraș.
În Estonia, au fost începute discuții despre evaluarea impactului asupra mediului și au avut loc mai multe întâlniri până la sfârșitul anului 2020. În timpul discuțiilor, oamenii au fost invitați să pună întrebări cu privire la viitoarele schimbări de mediu, în timp ce au fost prezentate diverse soluții tehnice în acest sens.

### Beneficiari și organisme de implementare

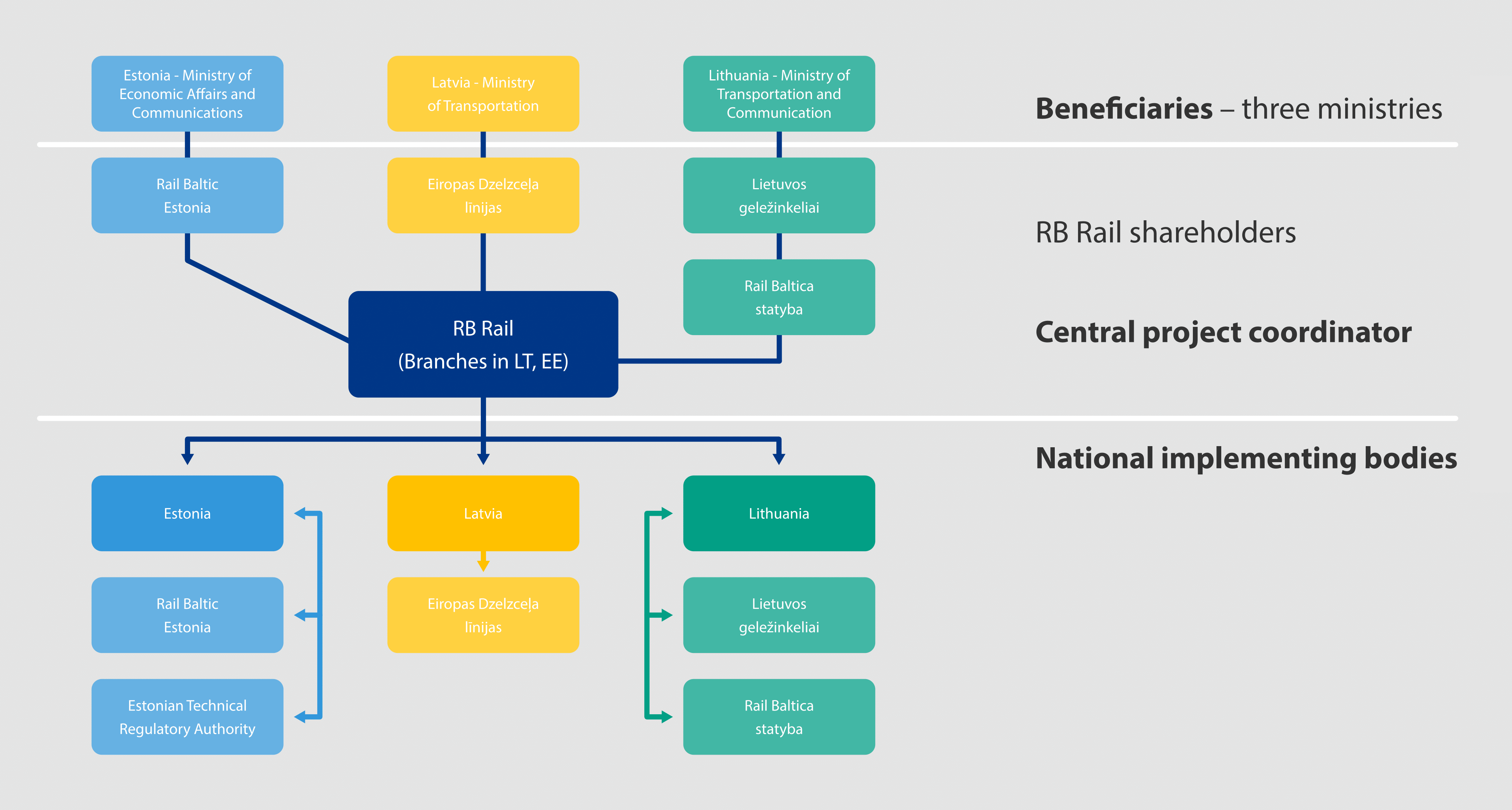
Structura proiectului Rail Baltica

Proiectul Rail Baltica este implementat de cele trei state baltice - Estonia, Letonia și Lituania. Finlanda a anunțat în luna februarie a anului 2019 că se va alătura și ea acestui proiectul.
Beneficiarii proiectului Rail Baltica sunt ministerele celor trei state baltice - Ministerul Economiei și Comunicațiilor din Estonia, Ministerul Transporturilor din Letonia și Ministerul Transporturilor și Comunicațiilor din Lituania. În 2014, a fost înființată o societate mixtă RB RAIL AS pentru a fi coordonatorul principal și pentru a implementa proiectul în scopul finalizării căii ferate și dezvoltării proiectului Rail Baltica. Activitatea sa principală este proiectarea, construcția și comercializarea căii ferate. RB Rail AS prezintă, de asemenea, propuneri de finanțare UE pentru organismul de achiziții Rail Baltica pentru toate părțile pentru achiziționarea de studii, planuri, proiecte pentru proiectul global, subsisteme (control, comandă și semnalizare și energie / electrificare), materii prime și componente cheie și secțiuni de cale transfrontalieră.
Rail Baltic Estonia OU în Estonia, Eiropas Dzelzceļa līnijas SIA în Letonia, Rail Baltica statyba UAB și Lietuvos Geležinkeliu Infrastruktūra în Lituania sunt organismele naționale de implementare.
Toate construcțiile efectuate de către organismele de implementare se realizează sub supravegherea RB Rail AS și se bazează pe principii, reguli și modele de contract comune.

### Finanțare
Costul total estimat al proiectului Rail Baltica Global este de 5,8 miliarde de euro în toate cele trei state baltice, conform studiului cost-beneficiu realizat de Ernst & Young în 2017.
Studiul de fezabilitate al Rail Baltica în cele trei state baltice efectuat de AECOM în 2011 a estimat un cost de 3,6 miliarde de euro pentru calea ferată și a dovedit că Rail Baltica este viabil din punct de vedere economic. Pe baza acestui studiu, au fost luate decizii politice și practice - atât la nivel național, cât și la nivelul UE - pentru implementarea Rail Baltica.
De la studiul AECOM, proiectul s-a maturizat, iar elementele esențiale au fost adăugate ulterior la Proiectul Global Rail Baltica pentru o mai bună conectivitate, mobilitate a pasagerilor și intermodalitate. Adăugările la Proiectul Global includ direcționarea liniei principale de pasageri Rail Baltica prin Aeroportul Internațional Riga și construcția stației de pasageri a aeroportului (Letonia), conexiunea Kaunas-Vilnius (Lituania), o conexiune îmbunătățită în orașul Kaunas (Lituania) și construirea linia de tramvai „aeroportul Ülemiste-Tallinn” (Estonia). Mai mult, au fost pregătite evaluările impactului asupra mediului, planificarea spațiului și unele proiecte preliminare, permițând o estimare mai bună a investițiilor necesare pentru proiect.
Astfel, în aprilie 2017, costul global al implementării Proiectului Global Rail Baltica în cele trei țări, inclusiv construcția secțiunii Kaunas-Vilnius, a fost estimat la aproximativ 5,8 miliarde de euro. Conform analizei cost-beneficiu realizată de Ernst & Young (EY), fezabilitatea economică a proiectului și beneficiile pe care societatea le va obține au fost dovedite, oferind parametrii actualizați necesari pentru continuarea cofinanțării UE și naționale a proiectului.
Rentabilitatea proiectului constă în beneficiile sale socialo-economice mai largi, care sunt estimate de Ernst & Young la aproximativ 16,22 de miliarde de euro. În plus, vor exista mai multe beneficii incomensurabile (în mare parte, catalitice) care ar fi create de Rail Baltica prin integrare regională, dezvoltare turistică, crearea de noi afaceri, acces la noi piețe de export, transfer tehnologic, inovație etc.
Proiectul este finanțat de statele membre și de bugetul TEN-T al Uniunii Europene, precum și de fondurile structurale și de coeziune furnizate noilor state membre ale UE. Până la începutul anului 2018, cele trei state baltice și RB RAIL AS au primit două subvenții proiectate în cadrul CEF pentru construcția căii ferate Rail Baltica, după ce au semnat acorduri de subvenționare cu o valoare totală de 765 de milioane de euro. În 13 iulie 2018, a fost semnat al treilea acord de subvenții pentru suma totală de 130 de milioane de euro, din care 110 milioane de euro reprezintă contribuția CEF.
În iulie 2020, s-a primit o altă finanțare CEF, în valoare de 216 milioane de euro pentru lucrări de construcție, de proiectare tehnică și de planificare; prin urmare proiectului i s-a alocat aproximativ 1,2 miliarde de euro din fondurile UE și naționale.

### Traseu și ecartament

Rail Baltica în Polonia

În 2011, cele trei state baltice au convenit asupra unei rute care să lege Tallinn, Pärnu, Riga, Panevėžys și Kaunas. Un studiu de fezabilitate pentru această opțiune a estimat că linia va costa în total aproximativ 3,68 de miliarde de euro.
Inițial au fost luate în considerare două opțiuni. Ambele includeau o modernizare a căii ferate existente (cu gabarit standard) la 160 km/h pentru segmentul care merge de la Varșovia prin Białystok și Ełk la Trakiszki, urmat de o nouă cale ferată cu gabarit standard Trakiszki – Kaunas. Pentru restul traseului către Tallinn au fost luate în considerare două opțiuni diferite.
Prima opțiune a fost modernizarea căii ferate existente de la Joniškis prin Riga și Tartu la Tallinn la 160 km/h, păstrând ecartamentul rusesc actual (1520 mm.) și de stat, și o nouă cale ferată de la Kaunas – Joniškis de 160 km/h, de asemenea la ecartamentul rusesc și de stat. Din cauza diferenței de ecartament de la Kaunas, pasagerii ar trebui să schimbe trenul acolo. Pentru transportul de marfă, o instalație de reîncărcare sau o stație de schimb de boghiuri ar fi amplasată lângă Kaunas. Această opțiune a fost deja finalizată ca Rail Baltica I.
Opțiunea a doua a fost o nouă cale ferată de 200 km/h cu ecartament standard de viteză (și cu 3 kV DC, aceeași tensiune ca în Polonia) de la Kaunas prin Joniškis la Riga, ca mai sus, dar continuând apoi pe o linie mai scurtă și mai dreaptă prin Pärnu până la Tallinn. Această opțiune a fost aleasă ca rută preferată. Linia Lelle-Pärnu existentă în Estonia a fost închisă pentru operațiuni de pasageri la 9 decembrie 2018 deoarece a necesitat o renovare de 17 milioane de euro.
În timpul planificării amplasării rutei proiectului în statele baltice, s-a ajuns la un acord conceptual între cele trei state baltice, care spune că traseul ar trebui să fie cât mai drept posibil, deoarece oferă cele mai mari beneficii la cel mai mic cost. Cu cât traseul este mai scurt și mai direct, cu atât este mai rapid să se asigure traficul, care are din punct de vedere economic cel mai mare avantaj în comparație cu alternativele sale. Acest lucru a fost confirmat de studiul AECOM din 2013, care a analizat cele patru opțiuni posibile ale amplasării rutei în toate cele trei țări baltice.
În 2017, parlamentele celor trei state baltice au ratificat Acordul interguvernamental privind calea ferată Baltica care precizează „că ruta” va fi de la Tallinn prin Pärnu – Riga – Panevezys – Kaunas către granița de stat lituaniană-poloneză cu o conexiune Vilnius – Kaunas ca parte a căii ferate  și definirea vitezei de proiectare de 240 km/h pentru deplasarea pasagerilor. Acum ruta Rail Baltica Global Project este aliniată de la Tallinn până la Kaunas, cu o secțiune de linie ferată cu gabarit europeană deja construită de la Kaunas la granița de stat lituaniană-poloneză, fiind supusă rezultatelor studiului de fezabilitate a modernizării. Cu toate acestea, în aprilie 2018, ministerele celor trei state baltice au aprobat Orientările de proiectare ale Rail Baltica, care prevede că viteza maximă de proiectare va fi de 249 km/h și viteza maximă de funcționare ar trebui să fie de 234 km/h.

### Rail Baltica I

Viteza maximă Rail Baltica în Polonia (2018)

Denumirea Rail Baltica este, de asemenea, uneori folosită pentru a desemna prima fază a construcției feroviare cu ecartament european din Lituania de la granița de stat lituaniană-poloneză până la Kaunas. A fost inaugurată la 16 octombrie 2015. Proiectul, care a construit o singură linie cu ecartament standard european alături de șinele existente cu ecartament rusesc, a costat 380 de milioane de euro. Pe linia de 119 km circulă trenuri diesel, trenurile de călători cu viteze până la 120 km/h și trenuri de marfă cu viteze până la 80 km/h. Vitezele mai mari vor depinde de electrificarea viitoare și de un nou sistem de semnalizare. În iunie 2016 Căile Ferate Lituaniene și Polregio au început serviciul de tren de călători în weekend între Kaunas și Białystok.
În Estonia și Letonia, implementarea proiectului Rail Baltica I a inclus modernizarea liniilor ferate existente în regiune. Calea ferată din Estonia de 66 km cu ecartament rus de la Tartu la Valga (la granița cu Letonia)  a fost renovată între 2008 și 2010. Lucrarea a fost realizată de compania finlandeză VR Group pentru un cost de 40 de milioane de euro.
Secțiunea feroviară de la Šiauliai - la frontiera letonă (cu ecartament larg) a fost construită recent și a fost finalizată în 2015 cu un cost estimat la 270 de milioane de euro. În Letonia, modernizarea feroviară existentă între Riga și Valka, la un cost de 97 de milioane de euro, a fost finalizată în 2016. UE a contribuit cu aproximativ 25% din costul total pentru cele trei părți.

## Beneficii
Când s-a discutat despre beneficiile proiectului, s-a subliniat faptul că infrastructura feroviară baltică va fi conectată la coridorul feroviar european și va asigura deplasarea de mare viteză a călătorilor și a mărfurilor. Rail Baltica creează posibilitatea de a schimba principalul transport de marfă din regiuni de la șosea la căile ferate, care deocamdată utilizează camioane grele către Rusia și spre nord. 

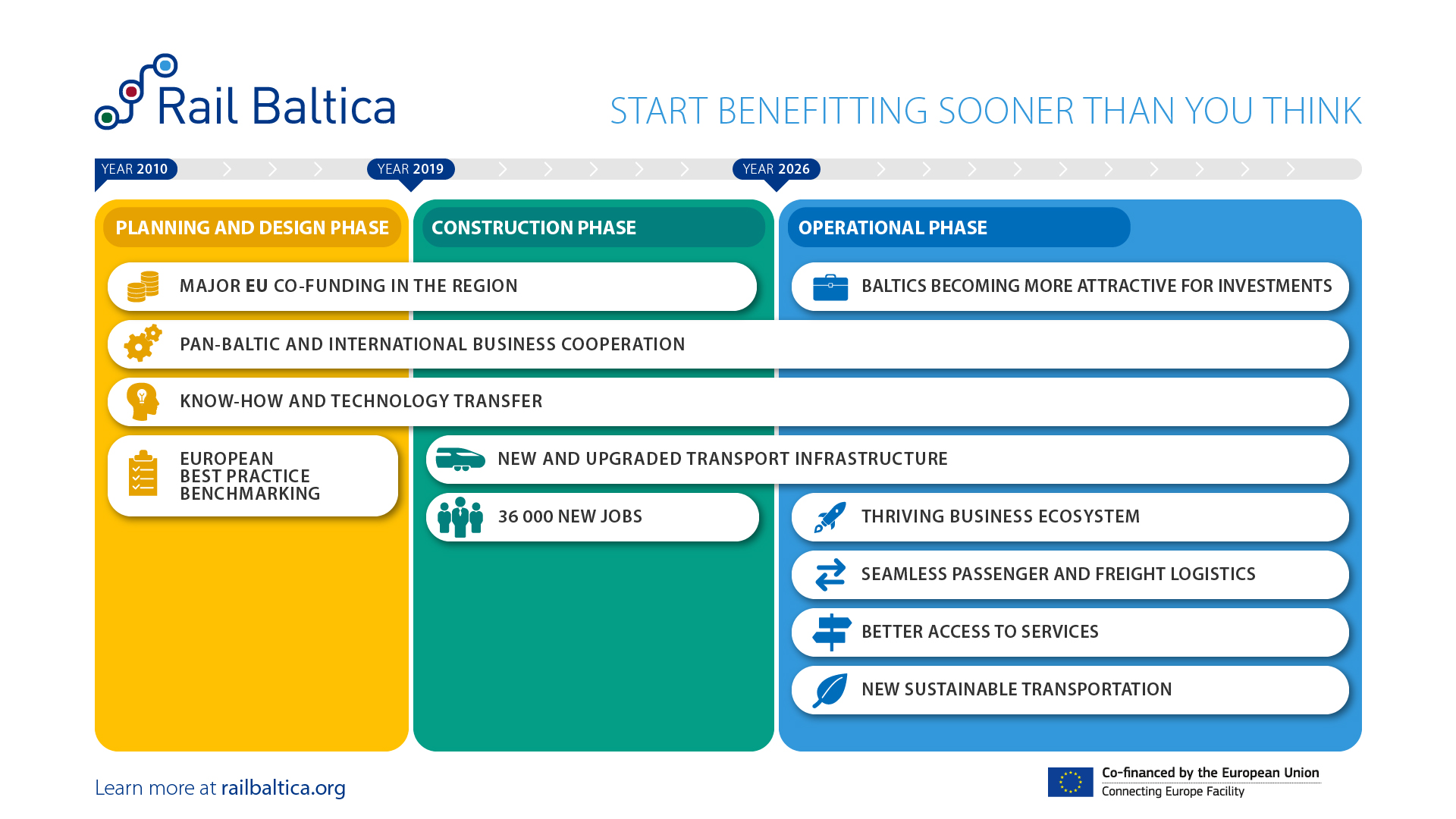
Cronologie Rail Baltica

Conform studiului cost-beneficiu realizat de Ernst & Young (în 2017), beneficiile Rail Baltica sunt calculate astfel:
- 7,1 miliarde de euro economisiți în schimbările climatice și prin reducerea zgomotului
- transferul relevant al fluxului de trafic pe căi ferate - 30-40%
- 13.000 de locuri de muncă create în faza de construcție
- 5,3 miliarde de euro economisiți pentru transportul de călători și mărfuri
- 5,3 milioane de ore economisite
- 400 de vieți omenești salvate în 29 de ani

În total, beneficiile socio-economice măsurabile sunt estimate la 16,2 miliarde de euro. Efectul multiplicator evaluat al PIB-ului pe care l-ar crea Rail Baltica Global Project este de 2 miliarde de euro în plus. De asemenea, se susține că vor exista „beneficii substanțiale incomensurabile”.

## Critici
Criticile au început după publicarea unui studiu de fezabilitate realizat de AECOM, cu guvernul lituanian care a insistat să fie inclusă o legătură cu Vilnius. Primarul orașului Tartu, al doilea oraș ca mărime al Estoniei, a cerut includerea orașului în traseu.
În 2013, Asociația Estoniană pentru Clubul de la Roma a sfătuit guvernul să renunțe la ruta Rail Baltica. Au fost prezentate și probleme ecologice.
În 2017, două grupuri de mediu estoniene au susținut că lipsa participării publicului la decizia luată de guvernele baltice și construirea unei noi linii, mai degrabă decât modernizarea rețelei existente, este în conflict cu Convenția de la Aarhus din 25 iunie 1988.
În 2016 și 2017, au fost create trei scrisori deschise în Estonia, care au cerut guvernului și parlamentului eston să oprească proiectul în forma planificată. Principalele argumente din aceste scrisori au fost că noua cale ferată, ca proiect ecologic, va provoca prea multe daune naturii și nu îmbunătățește în esență prea mult posibilitățile de călătorie.
La 8 iunie 2017, Priit Humal, Karli Lambot, Illimar Paul și Raul Vibo, experți în logistică și inginerie, au publicat o analiză critică a analizei cost-beneficiu Rail Baltica realizată de EY (fosta Ernst & Young), unde au susținut că cele 4,1 miliarde de euro din beneficiile socialo-economice declarate nu sunt reale și, prin urmare, proiectul Rail Baltica nu este nici fezabil, nici eligibil pentru finanțare UE. Ei au cerut comentarii de la RB RAIL AS, coordonatorul Rail Baltica, care a dat răspunsuri patru luni mai târziu. Autorii primului studiu au susținut că problemele ridicate în analiza lor anterioară nu au fost abordate în mod adecvat în răspunsurile oficiale și, prin urmare, Rail Baltica va fi în detrimentul societății.
Cu toate acestea, autorii analizei critice au fost acuzați pentru că au un conflict de interese, deoarece unul dintre autori deține o companie de logistică. S-a susținut că Rail Baltic ar reduce volumul de afaceri pentru întreprinderile de transport rutier. Autorul a respins însă aceste afirmații.
La 10 aprilie 2018, a fost publicată o scrisoare deschisă semnată de 424 de persoane, sugerând oprirea întregului plan în forma sa actuală.